# Азовская губерния (1775—1783)
Азо́вская губе́рния — административно-территориальная единица Российской империи. Образована в 1775 году из остатка Бахмутской провинции в Новороссийской губернии и земель, отошедших к России по Кючук-Кайнарджийскому мирному договору. В 1783 году Азовская губерния была объединена с Новороссийской губернией в новое большое единое административно-территориальное образование — Екатеринославское наместничество; часть Азовской губернии была выделена в самостоятельную административно-территориальную единицу Земля Донских казаков.

## История
В 1774 году убедительной победой Российской империи закончилась русско-турецкая война; по Кючук-Кайнарджийскому мирному договору Россия получала значительные территориальные приобретения в Приазовье и Северном Причерноморье (части территории современных Запорожской, Днепропетровской, Донецкой, Луганской, Ростовской, Херсонской области, а также Краснодарского края и Крыма). В 1775 году из территории Бахмутской провинции, оставшейся в Новороссийской губернии после того,  того, как значительная часть территории была выделена в Слободско-Украинскую губернию и Землю донских казаков, и земель, отошедших к России по Кючук-Кайнарджийскому мирному договору, была создана вторая Азовская губерния. Фактически это была временная административно-территориальная единица, созданная на переходный период, пока шло освоение присоединённых земель и строительство Екатеринослава — будущей столицы новой большой административной единицы, в состав которой должны были войти новые земли. Азовская губерния состояла всего из двух единиц — остатка от Бахмутской провинции и вновь созданной на короткий срок Азовской провинции, в состав которой вошла Земля Донских казаков (на территории которой было учреждено войсковое гражданское право).
В связи с важным военным значением этой территории, Азовская губерния, как и Санкт-Петербургская губерния, со своего основания управлялась императорским наместником генерал-губернатором Потемкиным. Губернатором был Василий Алексеевич Чертков.

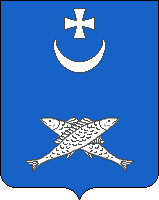
Герб города Азова с 1730 года, реконструкция по проектам Франца Санти

В 1775—1778 годах губернская администрация располагалась в Белёвской крепости (ныне Берестин Харьковской области Украины). В 1778—1783 годах административным центром был город «Екатеринослав на реке Кильчень» (ныне — город Самар (Новомосковск); Екатеринослав было решено перенести в другое место).
С 1775 года начался процесс упразднения провинций во всей Российской империи; к 1778 году была упразднена Азовская провинция Азовской губернии и Земля Донских казаков напрямую входила в состав губернии.
Перепись населения губернии проводилась в 1778 году.
С 1779 года, в ходе начавшейся административной реформы Екатерины II, губернии преобразовывались в наместничества. Земля Донских казаков получала особый статус и постепенно определялись её границы, а вся остальная часть второй Азовской губернии была разделена на девять уездов.
В 1783 году Азовская губерния была объединена с Новороссийской губернией в новое большое единое административно-территориальное образование — Екатеринославское наместничество. Земля Донских казаков к этому времени уже обладала особым статусом и лишь временно, на короткий срок, вошла в состав нового наместничества, в процессе выделения в самостоятельную административно-территориальную единицу Российской империи.

### Административное деление на 1 января 1779 года
Делилась на уезды
- общее число уездов — 9
- центр губернии — город Азов
- список уездов:

1. Алекса́ндровский (из части Новой Днепровской линии и части Кальмиусской паланки)
2. Бахму́тский
3. Екатери́нинский (из Самарской паланки)
4. Мариенпо́льский
5. Ната́лковский (Екатерининская провинция без Донецкого полка)
6. Па́вловский (основная часть Кальмиусской паланки)
7. Таганро́гский
8. То́рский
9. Царыча́нский (Орельская и Протовчанская паланки, а также Донецкий пикинёрский полк)

### Губернаторы
| Ф. И. О.                        | Титул, чин, звание                          | Время замещения должности |
| ------------------------------- | ------------------------------------------- | ------------------------- |
| Потёмкин Григорий Александрович | государев наместник                         | 1775—1780                 |
| Потёмкин Григорий Александрович | генерал-губернатор                          | 1780—1784                 |
| Чертков Василий Алексеевич      | губернатор, генерал-майор (генерал-поручик) | 27.07.1775—16.02.1782     |
| Герсеванов, Георгий Гаврилович  | губернатор                                  | 1782                      |